# James Caan
James Edmund Caan (New York, 26 marzo 1940 – Los Angeles, 6 luglio 2022) è stato un attore statunitense.
È maggiormente conosciuto per l'interpretazione di Santino "Sonny" Corleone, rabbioso e violento primogenito di Don Vito Corleone, nel film Il padrino (1972) diretto da Francis Ford Coppola, per la quale ricevette una candidatura al premio Oscar per il miglior attore non protagonista e al Golden Globe per il miglior attore non protagonista.
Oltre alle già citate candidature per Il padrino, ne ricevette altre tre al Golden Globe per Doringo!, 40.000 dollari per non morire e Funny Lady, due agli Emmy per La canzone di Brian e Gioventù ribelle. Nel 1976 vinse un Saturn Award per la sua performance in Rollerball e fu candidato nel 1992 per Misery non deve morire.

## Biografia

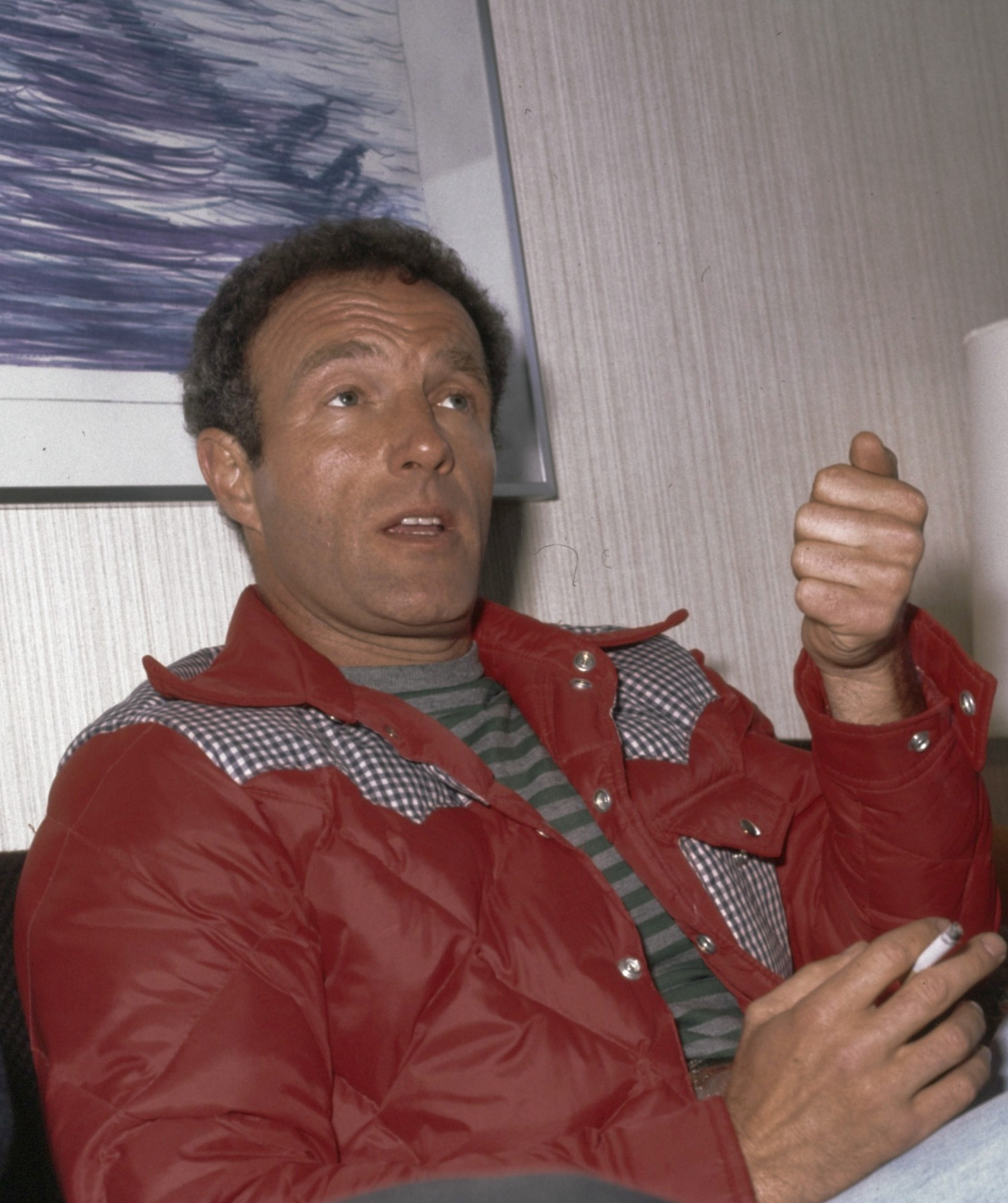
James Caan durante un'intervista per il film Quell'ultimo ponte (1976)

Nasce nel Bronx, borough di New York, uno dei tre figli di Arthur Caan, proprietario di una macelleria, e di Sophie Falkenstein, ambedue ebrei immigrati dalla Germania. Aveva un fratello, Ronnie, e una sorella, Barbara (morta di leucemia nel 1981). Cresciuto a Sunnyside, un quartiere del Queens, frequenta le scuole del suo stesso quartiere e, dopo aver seguito per un breve periodo i corsi dell'Università statale del Michigan, si iscrive presso la Hofstra University di Hempstead (nello stato di New York), che però smette poi di frequentare. Tra i suoi compagni di studio, all'epoca, vi erano Francis Ford Coppola e Lainie Kazan. Durante il suo soggiorno universitario a Hempstead, Caan scopre la recitazione, decidendo dunque di abbandonare gli studi per dedicarsi a quelli sull'arte drammatica. Entrato a far parte del Neighborhood Playhouse School of the Theatre, vi studia per cinque anni sotto la supervisione del suo fondatore e direttore, Sanford Meisner, l'ideatore della Meisner Technique.
Inizia a recitare per la televisione in serie come Gli intoccabili (1962). La sua prima interpretazione degna di nota in un film è quella di un minaccioso criminale nel thriller Un giorno di terrore (1964). Nel 1966 appare in El Dorado con John Wayne. Ottiene i primi riconoscimenti per la sua interpretazione di un giocatore di football che ha subito danni al cervello nel film Non torno a casa stasera (1969) di Francis Ford Coppola. Ancora più apprezzata è la sua interpretazione del giocatore di football Brian Piccolo in punto di morte nel film per la TV La canzone di Brian (1970). L'anno successivo Coppola lo chiama per Il padrino (1971), nel ruolo di Santino "Sonny" Corleone, che gli vale una candidatura all'Oscar al miglior attore non protagonista. La sua eccellente interpretazione di Sonny induce molti a credere erroneamente che Caan sia di origini italiane e riceve anche riconoscimenti come italiano dell'anno.

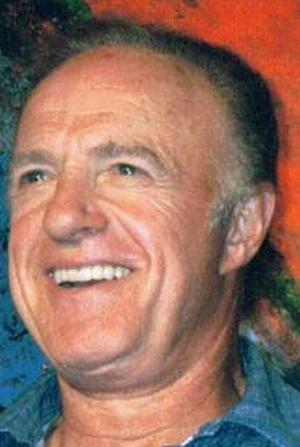
James Caan al Festival di Cannes 2000

Dal 1973 al 1982 appare in molti film di Hollywood e interpreta vari ruoli senza fossilizzarsi in quello del mafioso che l'ha reso celebre. Tra i film da lui interpretati si annoverano Un grande amore da 50 dollari (1973), Una strana coppia di sbirri (1974), 40.000 dollari per non morire (1974), Killer Elite (1975), in coppia con Robert Duvall, Rollerball (1975), Balordi & Co. - Società per losche azioni capitale interamente rubato $ 1.000.000 (1976), Quell'ultimo ponte (1977), Arriva un cavaliere libero e selvaggio (1978) e Capitolo secondo (1979), adattamento di una commedia di Neil Simon.
Nel 1978 ottiene una stella sulla Hollywood Walk of Fame al 6.648 di Hollywood Boulevard. Nel 1980 fa il suo esordio alla regia con Li troverò ad ogni costo, un film su un padre alla ricerca del figlio perso a causa del programma di protezione testimoni. Nonostante l'apprezzamento della critica, il film riscuote un successo moderato. L'anno successivo appare in Strade violente (1981), film neo-noir esordio alla regia di Michael Mann, dove impersona un ladro professionista. Questo film è oggi considerato un cult e Caan la definì come una delle sue migliori interpretazioni.
Dal 1982 al 1987 non interpreta alcun film. Sofferente infatti di depressione in seguito alla morte della sorella, comincia ad abusare di cocaina. Torna al cinema nel 1987 quando l'amico Coppola lo chiama per interpretare un sergente in Giardini di pietra, un film sugli effetti della guerra del Vietnam. In seguito recita in film popolari come Alien Nation (1988), Dick Tracy (1990) e Misery non deve morire (1990), al fianco di Kathy Bates che vince un Oscar come miglior attrice protagonista). Nel 1992 riscuote successo con Mi gioco la moglie... a Las Vegas insieme a Sarah Jessica Parker e Nicolas Cage, interpretando un famoso giocatore di poker. Nel 1996 appare in Un colpo da dilettanti insieme ai fratelli Luke e Owen Wilson al loro esordio sul grande schermo. Successivamente appare come antagonista di Arnold Schwarzenegger in L'eliminatore - Eraser (1996).
Nel 1998 impersona Philip Marlowe nel film per la HBO Marlowe - Omicidio a Poodle Springs ruolo in precedenza andato a grandi attori come Humphrey Bogart, Robert Mitchum e Powers Boothe. L'anno successivo interpreta il Boss Frank Vitale nella commedia Mickey occhi blu (1999) con Hugh Grant, Burt Young e Jeanne Tripplehorn e anche Le vie della violenza (2000), The Yards (2000), City of Ghosts (2002), Dogville (2003), Elf (2003), Santa's Slay (2005) e Agente Smart - Casino totale  (2008), dove interpreta il presidente degli Stati Uniti. Tra il 2003 e il 2007 ha interpretato il protagonista "Big Ed" Deline nella serie televisiva Las Vegas. Nel 2004 ha prestato la sua voce in un episodio della serie animata I Simpson, nell'episodio Tutto è lecito in guerra e in cucina nel ruolo di se stesso, dove alla fine dell'episodio viene ucciso allo stesso modo di Sonny Corleone nel film Il padrino. Dal 2013 al 2014 prende parte alla serie Back in the Game. L'ultimo film girato è Fast Charlie, al fianco di Pierce Brosnan e Morena Baccarin che uscirà postumo nel 2023.

### Ruoli rifiutati
Ha rifiutato diversi ruoli in film che sono diventati importanti, i più famosi sono: Qualcuno volò sul nido del cuculo, Il braccio violento della legge, Incontri ravvicinati del terzo tipo, Kramer contro Kramer, Apocalypse Now, Blade Runner, Love Story e Superman.

### Altre attività
Tra il novembre 2007 e l'agosto del 2015, è stato il co-fondatore (insieme a Dmitry Kozko) e presidente di Openfilm un'azienda che offriva un milione di dollari di finanziamento per trovare l'autore di un film indipendente. Il sito prevedeva la distribuzione via internet, premi in denaro e i migliori lavori potevano essere presentati nei festival cinematografici indipendenti. Oltre a Caan, erano presenti il figlio Scott, Robert Duvall e il regista Mark Rydell. Gli iscritti potevano caricare cortometraggi sul sito, e ottenere un feedback da parte degli spettatori. Inoltre dal sito era possibile scaricare le opere. Openfilm aveva oltre 20.000 membri registrati e più di 5.000 cortometraggi nella sua libreria.
"Sono veramente interessato a trovare giovani talenti", dichiarò Caan, "so che ci sono persone là fuori che sono in grado". Mensilmente James e Scott Caan, Duvall e Rydell rispondevano via webcam alle domande degli utenti sul cinema e l'industria cinematografica.

### Morte
Caan è morto il 6 luglio 2022 come annunciato dalla famiglia sull'account twitter dell'attore.. Il 23 luglio seguente TMZ ha pubblicato la notizia che l'attore è morto al Ronald Reagan UCLA Medical Center a causa di un infarto. Il certificato di morte, afferma inoltre che soffriva di broncopneumopatia cronica ostruttiva e di insufficienza cardiaca congestizia. È stato sepolto all'Eden Memorial Park. Numerosi sono stati i tributi dell'ambiente hollywoodiano, tra cui quelli di Francis Ford Coppola, Michael Mann, Al Pacino, Robert Duvall, Barbra Streisand, Billy Dee Williams, Robert De Niro, Stephen King e John Cusack

## Vita privata
Caan è stato sposato quattro volte: dal 1960 al 1966 con l'attrice Dee Jay Mathis da cui ha avuto una figlia, Tara (1966); poi nel 1976 con l'attrice Sheila Ryan da cui ha divorziato l'anno seguente e da cui ha avuto un figlio, l'attore Scott (1976); tra il 1990 e il 1995 con Ingrid Hajek e anche da lei ha avuto un figlio, Alexander (1991); nell'ottobre 1995 sposa la costumista Linda Stokes, da cui ha due figli, James Arthur (1995) e Jacob Nicholas (1998). Nel 2005 e 2009 la coppia chiede il divorzio, ma in entrambi i casi riesce a riconciliarsi. Nel gennaio 2015 la coppia annuncia nuovamente la separazione e il divorzio è stato formalizzato nel 2017.
Caan era un karateka. Si è allenato con Takayuki Kubota per quasi 30 anni, guadagnando diversi gradi. Era un Maestro (6 Dan) di Gosoku Ryū e gli fu conferito il titolo di Soke Dai dall'International Karate Association. Ha anche preso parte allo steer roping ai rodei e si è definito "l'unico cowboy ebreo di New York nel circuito professionistico". Sosteneva il Partito Repubblicano statunitense e si definiva un "ultra-conservatore". Ha supportato Donald Trump in occasione delle elezioni presidenziali del 2016.

## Controversie
Nel 1994 fu arrestato e rilasciato dopo esser stato accusato da un rapper di avergli puntato una pistola.
James Caan fu un amico di Jo-Jo Russo, uno dei capi della famiglia Persico: fu testimone non ufficiale al processo "Mafia Commission", e partecipò come spettatore al "processo show" di Carmine Persico. Quando venne resa pubblica l'incriminazione (per omicidio e passaggio di informazioni riservate a Greg Scarpa, informatore dell'FBI) da parte dell'agente dell'FBI Lin DeVecchio, Caan scrisse una lettera a C.J. Hynes, procuratore distrettuale di Brooklyn, ringraziandolo per aver agito contro una corruzione così dilagante e virulenta, e riaffermando la sua amicizia con Jo-Jo Russo.

## Filmografia

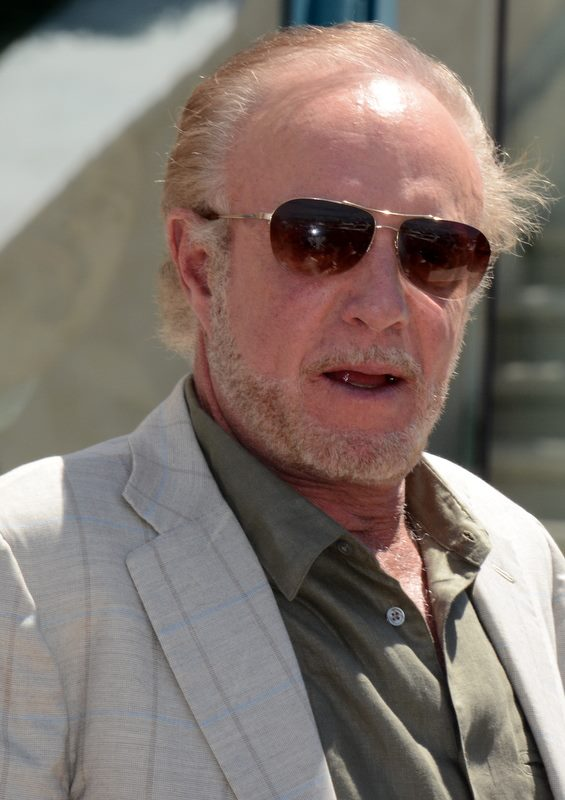
James Caan al Festival di Cannes 2013

### Cinema
- Irma la dolce (Irma la Douce), regia di Billy Wilder (1963) - non accreditato
- Un giorno di terrore (Lady in a Cage), regia di Walter Grauman (1964)
- Doringo! (The Glory Guys), regia di Arnold Laven (1965)
- Linea rossa 7000 (Red Line 7000), regia di Howard Hawks (1965)
- El Dorado, regia di Howard Hawks (1966)
- Assassinio al terzo piano (Games), regia di Curtis Harrington (1967)
- 7 volontari dal Texas (Journey to Shiloh), regia di William Hale (1968)
- Conto alla rovescia (Countdown), regia di Robert Altman (1968)
- Non torno a casa stasera (The Rain People), regia di Francis Ford Coppola (1969)
- Sfida negli abissi (Submarine X-1), regia di William A. Graham (1969)
- Coniglio, non scappare (Rabbit, Run), regia di Jack Smight (1970)
- Appuntamento con una ragazza che si sente sola (T.R. Baskin), regia di Herbert Ross (1971)
- Il padrino (The Godfather), regia di Francis Ford Coppola (1972)
- L'inseguito (Slither), regia di Howard Zieff (1973)
- Un grande amore da 50 dollari (Cinderella Liberty), regia di Mark Rydell (1973)
- Una strana coppia di sbirri (Freebie and the Bean), regia di Richard Rush (1974)
- 40.000 dollari per non morire (The Gambler), regia di Karel Reisz (1974)
- Il padrino - Parte II (The Godfather: Part II), regia di Francis Ford Coppola (1974) - cameo
- Funny Lady, regia di Herbert Ross (1975)
- Rollerball, regia di Norman Jewison (1975)
- Gone with the West, regia di Bernard Girard (1975)
- Killer Elite (The Killer Elite), regia di Sam Peckinpah (1975)
- L'ultima follia di Mel Brooks (Silent Movie), regia di Mel Brooks (1976)
- Balordi & Co. - Società per losche azioni capitale interamente rubato $ 1.000.000 (Harry and Walter Go to New York), regia di Mark Rydell (1976)
- Quell'ultimo ponte (A Bridge Too Far), regia Richard Attenborough (1977)
- Un altro uomo, un'altra donna (Un autre homme, une autre chance), regia di Claude Lelouch (1977)
- Arriva un cavaliere libero e selvaggio (Comes a Horseman), regia di Alan J. Pakula (1978)
- 1941 - Allarme a Hollywood (1941), regia di Steven Spielberg (1979) - cameo non accreditato
- Capitolo secondo (Chapter Two), regia di Robert Moore (1979)
- Li troverò ad ogni costo (Hide in Plain Sight), regia di James Caan (1980)
- Strade violente (Thief), regia di Michael Mann (1981)
- Bolero (Les uns et les autres), regia di Claude Lelouch (1981)
- C'è... un fantasma tra noi due (Kiss Me Goodbye), regia di Robert Mulligan (1982)
- Giardini di pietra (Gardens of Stone), regia di Francis Ford Coppola (1987)
- Alien Nation, regia di Graham Baker (1988)
- Dick Tracy, regia di Warren Beatty (1990)
- Misery non deve morire (Misery), regia di Rob Reiner (1990)
- Destino trasversale (The Dark Backward), regia di Adam Rifkin (1991)
- Giorni di gloria... giorni d'amore (For the Boys), regia di Mark Rydell (1991)
- Mi gioco la moglie... a Las Vegas (Honeymoon in Vegas), regia di Andrew Bergman (1992)
- The Program, regia di David S. Ward (1993)
- Omicidi di provincia (Flesh and Bone), regia di Steve Kloves (1993)
- A Boy Called Hate, regia di Mitch Marcus (1995)
- Duello tra i ghiacci - North Star (North Star), regia di Nils Gaup (1996)
- Un colpo da dilettanti (Bottle Rocket), regia di Wes Anderson (1996)
- L'eliminatore - Eraser (Eraser), regia di Chuck Russell (1996)
- Bulletproof, regia di Ernest Dickerson (1996)
- This is My Father, regia di Paul Quinn (1998)
- Mickey occhi blu (Mickey Blue Eyes), regia di Kelly Makin (1999)
- The Yards, regia di James Gray (2000)
- Luckytown, regia di Paul Nicholas (2000)
- Le vie della violenza (The Way of the Gun), regia di Christopher McQuarrie (2000)
- Viva Las Nowhere, regia di Jason Bloom (2001)
- The Specialist (In the Shadows), regia di Ric Roman Waugh (2001)
- Night at the Golden Eagle, regia di Adam Rifkin (2001) - cameo non accreditato
- City of Ghosts, regia di Matt Dillon (2002)
- Dogville, regia di Lars von Trier (2003)
- This Thing of Ours, regia di Danny Provenzano (2003)
- Jericho Mansions, regia di Alberto Sciamma (2003)
- Elf - Un elfo di nome Buddy (Elf), regia di Jon Favreau (2003)
- Santa's Slay, regia di David Steiman (2005) - cameo non accreditato
- Agente Smart - Casino totale (Get Smart), regia di Peter Segal (2008)
- New York, I Love You, nel segmento Brett Ratner, regia di Brett Ratner (2009)
- Middle Men, regia di George Gallo (2009)
- Mercy, regia di Patrick Hoelck (2009)
- Henry's Crime, regia di Malcolm Venville (2010)
- Detachment - Il distacco (Detachment), regia di Tony Kaye (2011)
- Small Apartments, regia di Jonas Åkerlund (2012)
- Indovina perché ti odio (That's My Boy), regia di Sean Anders (2012)
- For the Love of Money, regia di Ellie Kanner (2012)
- Blood Ties - La legge del sangue (Blood Ties), regia di Guillaume Canet (2013)
- The Outsider, regia di Brian A Miller (2014)
- A Fighting Man, regia di Damian Lee (2014)
- Preggoland, regia di Jacob Tierney (2014)
- Gli specialisti (The Throwaways), regia di Tony Bui (2015)
- Sicilian Vampire, regia di Frank D'Angelo (2015)
- The Good Neighbor - Sotto controllo (The Good Neighbor), regia di Kasra Farahani (2016)
- Good Enough, regia di AnnaRose King (2016)
- JL Ranch, regia di Charles Robert Carner (2016)
- The Red Maple Leaf, regia di Frank D'Angelo (2016)
- Holy Lands, regia di Amanda Sthers (2017)
- Undercover Grandpa, regia di Erik Canuel (2017)
- Con Man, regia di Bruce Caulkl (2018)
- Out of Blue - Indagine pericolosa (Out of Blue), regia di Carol Morley (2018)
- Queen Bees, regia di Michael Lembeck (2021)
- Fast Charlie, regia di Phillip Noyce (2023) - postumo

### Televisione
- La città in controluce (Naked City) – serie TV, episodio 2x10 (1961)
- Play of the Week – serie TV, episodio 2x17 (1961)
- Route 66 – serie TV, episodio 2x12 (1961)
- Fred Astaire (Alcoa Premiere) – serie TV, episodio 2x06 (1962)
- Gli intoccabili (The Untouchables) – serie TV, episodio 4x10 (1962)
- The Nurses – serie TV, episodio 1x11 (1962)
- The Wide Country – serie TV, episodio 1x16 (1963)
- Il dottor Kildare (Dr. Kildare) – serie TV, episodio 2x17 (1963)
- Ben Casey – serie TV, episodio 3x02 (1963)
- Death Valley Days – serie TV, episodi 11x25, 12x05 (1963)
- Combat! – serie TV, episodio 2x11 (1963)
- The Crisis – serie TV, episodio 1x09 (1963)
- Breaking Point – serie TV, episodio 1x26 (1964)
- Channing – serie TV, episodio 1x26 (1964)
- L'ora di Hitchcock (The Alfred Hitchcock Hour) – serie TV, episodio 3x10 (1964)
- Carovane verso il West (Wagon Train) – serie TV, episodio 8x14 (1965)
- F.B.I. (The F.B.I.) – serie TV, episodio 4x17 (1969)
- Get Smart – serie TV, episodi 4x20-4x21 (1969)
- La canzone di Brian (Brian's Song), regia di Buzz Kulik – film TV (1971)
- Les uns et les autres – miniserie TV (1981)
- NewsRadio – serie TV, episodio 3x08 (1996) - non accreditato
- Marlowe - Omicidio a Poodle Springs (Poodle Springs), regia di Bob Rafelson – film TV (1998)
- Il guardiano di Red Rock (Warden of Red Rock), regia di Stephen Gyllenhaal – film TV (2001)
- Come all'inferno (A Glimpse of Hell), regia di Mikael Salomon – film TV (2001)
- The Lathe of Heaven, regia di Philip Haas – film TV (2002)
- Blood Crime - L'aggressione (Blood Crime), regia di William A. Graham – film TV (2002)
- Las Vegas – serie TV, 88 episodi (2003-2007) - Ed Deline
- Gioventù ribelle (The Incredible Mrs. Ritchie), regia di Paul Johansson – film TV (2004)
- Crossing Jordan – serie TV, episodio 4x07 (2004)
- Disposta a tutto (Wisegal), regia di Jerry Ciccoritti – film TV (2008)
- Hawaii Five-0 – serie TV, episodio 2x18 (2012)
- Magic City – serie TV, 5 episodi (2013)
- Back in the Game – serie TV, 13 episodi (2013-2014)
- Wuthering High, regia di Anthony DiBlasi – film TV (2015)
- JL Family Ranch - Il regalo di nozze (JL Family Ranch: The Wedding Gift), regia di Sean McNamara – film TV (2020)

### Documentari
- Funny Girl to Funny Lady, regia di Dwight Hemion (1975)
- Don Rickles: Buy This Tape You Hockey Puck, regia di Barry Shear (1975)
- Playboy's 25th Anniversary Celebration, regia di Marvin J. Chomsky e Marshall Flaum (1979)
- Dorothy Stratten: The Untold Story, regia di Marshall Flaum (1985)
- All-Star Tribute to Kareem Abdul-Jabbar, regia di Walter C. Miller (1989)
- The Godfather Family: A Look Inside, regia di Jeff Werner (1990)
- Earth and the American Dream, regia di Bill Couturié (1992) - voce
- Harley-Davidson: The American Motorcycle, regia di Joel T. Smith (1993)
- Hollywood Waterloo, regia di Michael Mayr (1994)
- Howard Hawks: American Artist, regia di Kevin Macdonald (1997)
- Playboy: Playmate Pajama Party, regia di Scott Allen (1999)
- Come Get Some: The Women of the WWF (1999)
- Inside the Actors Studio – serie TV, 1 episodio (2000)
- Playboy: The Party Continues, regia di Alicia Good e Frank Martin (2000)
- Playboy Exposed: Playboy Mansion Parties Uncensored (2001)
- Playboy: Inside the Playboy Mansion, regia di Edith Becker e Kevin Burns (2002)
- Brando, regia di Mimi Freedman e Leslie Greif (2007)
- Mr. Warmth: The Don Rickles Project, regia di John Landis (2007)
- Hollywood Gangster, regia di Eckhart Schmidt (2008)
- Playboy - L'impero del nudo (Hugh Hefner: Playboy, Activist and Rebel), regia di Brigitte Berman (2009)
- His Way, regia di Douglas McGrath (2011)
- The Godfather Legacy, regia di Kevin Burns (2012)
- Sedotti e abbandonati (Seduced and Abandoned), regia di James Toback (2013)
- Altman, regia di Ron Mann (2014)
- An American Tragedy, regia di Jennifer Young (2015)
- It Takes a Lunatic - La vita e l'opera di Wynn Handman (It Takes a Lunatic), regia di Billy Lyons, Kim Ferraro e Seth Isler (2019)

### Doppiatore
- I Simpson (The Simpsons) – serie TV, episodio 16x02 (2004)
- Il padrino (The Godfather: The Game) - videogioco (2006)
- Piovono polpette (Cloudy with a Chance of Meatballs), regia di Phil Lord e Chris Miller (2009)
- Something, Something, Something, Dark Side (2009)
- The Annoying Orange – serie TV, episodio 1x50 (2010)
- Piovono polpette 2 - La rivincita degli avanzi (Cloudy with a Chance of Meatballs 2), regia di Cody Cameron e Kris Pearn (2013)
- La storia della Principessa Splendente (Kaguyahime no monogatari), regia di Isao Takahata (2013) - versione in lingua inglese[63]

### Regista
- Li troverò ad ogni costo (Hide in Plain Sight, 1980)

## Riconoscimenti
- Premio Oscar
  - 1973 – Candidatura al miglior attore non protagonista per Il padrino[3]
- Golden Globe
  - 1966 – Candidatura al miglior attore debuttatante per Doringo![4][5]
  - 1973 – Candidatura al miglior attore non protagonista per Il padrino[4][64]
  - 1975 – Candidatura al miglior attore in un film commedia o musicale per 40.000 dollari per non morire[4][6]
  - 1976 – Candidatura al miglior attore in un film commedia o musicale per Funny Lady[4][7]
- Premio Emmy
  - 1972 – Candidatura al migliore attore protagonista in un singolo episodio di una serie televisiva per La canzone di Brian[8]
  - 2004 – Candidatura Daytime Emmy Awards al miglior attore non protagonista per Gioventù ribelle[9]
- Saturn Award
  - 1976 – Miglior attore per Rollerball
  - 1992 – Candidatura al miglior attore per Misery non deve morire

### Altri premi

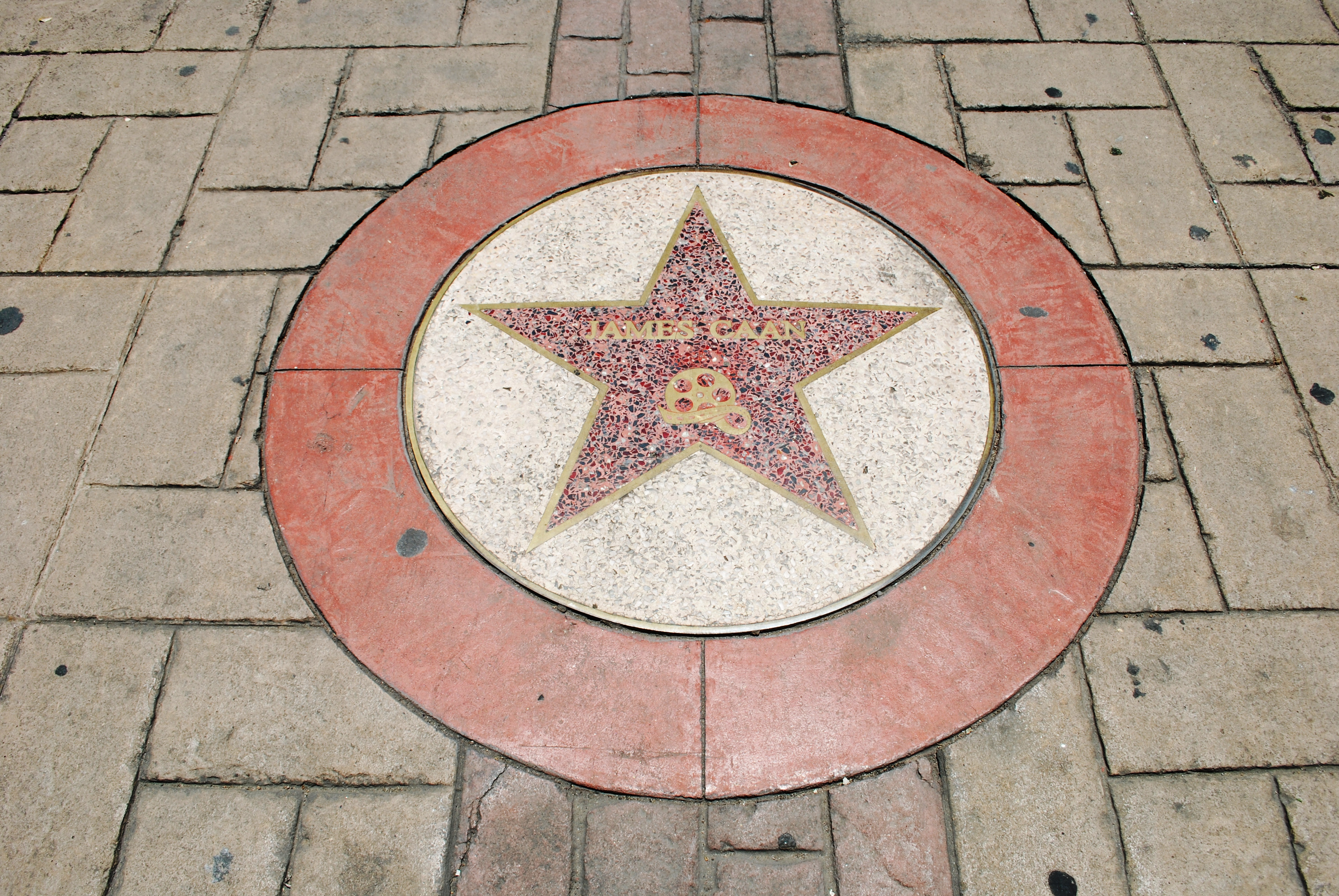
Stella di James Caan sulla El Paseo de las Estrellas

- 1968 – Candidatura Golden Laurel al miglior attore esordiente
- 1976 – Golden Scroll al miglior attore per Rollerball
- 1999 – Hollywood Film Award all'Hollywood Film Festival
- 2001 – Candidatura al Video Premiere Award per il miglior attore non protagonista per Luckytown
- 2003 – Lifetime Achievement Award al Florida Film Festival
- 2005 – Golden Boot 2005
- 2006 – TV Land Award
- 2010 – Premio alla carriera al Festival Internazionale del Film di Marrakech

## Doppiatori italiani
Nelle versioni in italiano delle opere in cui ha recitato, James Caan è stato doppiato da:
- Luciano De Ambrosis in Una strana coppia di sbirri, Rollerball, Killer Elite, Quell'ultimo ponte, Arriva un cavaliere libero e selvaggio, Giardini di pietra, Misery non deve morire, Dick Tracy, Mi gioco la moglie... a Las Vegas, Bulletproof - A prova di proiettile, Un colpo da dilettanti, L'eliminatore - The Eraser, Elf - Un elfo di nome Buddy, Las Vegas, Crossing Jordan, Wisegal - Disposta a tutto, Agente Smart - Casino totale, Indovina perché ti odio, Blood Ties - La legge del sangue, Out of Blue - Indagine pericolosa
- Pino Colizzi ne Il padrino, L'inseguito, Un grande amore da 50 dollari, Il padrino - Parte II, Duello tra i ghiacci - North Star
- Giancarlo Maestri in Non torno a casa stasera, Li troverò ad ogni costo, Strade violente
- Michele Kalamera in 40.000 dollari per non morire, Marlowe - Omicidio a Poodle Springs, The Yards
- Cesare Barbetti in Doringo!, El Dorado, Assassinio al terzo piano
- Renato Cortesi in Balordi & Co. - Società per losche azioni capitale interamente rubato $ 1.000.000, Bolero, Santa's Slay
- Dario Penne in C'è... un fantasma tra noi due, Gioventù ribelle, Small Apartments
- Rodolfo Bianchi in The Program, The Specialist, Magic City
- Sergio Graziani in Un giorno di terrore, Linea rossa 7000
- Riccardo Cucciolla in Conto alla rovescia, Sfida negli abissi
- Giuseppe Rinaldi in 7 volontari dal Texas, Funny Lady
- Elio Zamuto in Coniglio, non scappare, Le vie della violenza
- Michele Gammino in Giorni di gloria... giorni d'amore, New York, I Love You
- Ennio Coltorti in Mickey occhi blu, City of Ghosts
- Mario Zucca in Detachment - Il distacco, Gli specialisti
- Angelo Nicotra in Back in the Game, A Fighting Man
- Giorgio Locuratolo in The Outsider, Undercover Grandpa
- Carlo Sabatini in Un altro uomo, un'altra donna
- Piero Tiberi in Omicidi di provincia
- Paolo Ferrari in Alien Nation
- Romano Malaspina in Destino trasversale
- Augusto Di Bono ne Il guardiano di Red Rock
- Antonio Guidi in Come all'inferno
- Sergio Di Stefano in Blood Crime - L'aggressione
- Adalberto Maria Merli in Dogville
- Stefano Mondini in Henry's Crime
- Pietro Biondi in Hawaii Five-0
- Roberto Fidecaro in The Good Neighbor - Sotto controllo
- Luca Graziani in JL Ranch
- Mino Caprio in Queen Bees
- Roberto Pedicini nei ridoppiaggi de Il padrino e Il padrino - Parte II
- Alessandro D'Errico in 40.000 dollari per non morire (ridoppiaggio)

Da doppiatore è sostituito da:
- Angelo Nicotra in Piovono polpette, Piovono polpette 2 - La rivincita degli avanzi
- Sergio Di Stefano in Something, Something, Something, Dark Side
- Alessandro Ballico ne I Simpson
- Silvio Pandolfi ne Il padrino (videogioco)